# Német-amerikai nap
A német-amerikai nap ünnepnap az Egyesült Államokban, amelyet minden évben október 6-án tartanak. 
Az ünnepnap a német-amerikai kulturális örökségnek állít emléket: 1683-ban ezen a napon szállt partra 13 német bevándorló család Philadelphia államban, akik később megalapították a Germantown nevű városukat, amely az első német település volt az első 13 gyarmat területén. A német-amerikai napot a 19. században ünnepelték először, de az első világháború alatt és után, a németellenes érzések miatt, feledésbe merült.
1983-ban Ronald Reagan amerikai elnök nyilvánította október 6-át „Német-amerikai napnak” (German-American Day), hogy ezzel emlékezzenek meg a német bevándorlókra és kultúrájukra az első telepesek partra szállásának 300.-ik évfordulóján. 1987-ben lett hivatalos ünnepnap.